# I LOVE mama
『I LOVE mama』（アイラブママ）は、エイチジェイが運営し、大洋図書が刊行する20代女性向けファッション雑誌。2022年に復活し、平成時代のコンセプトを一新し、”キラキラ輝く全国のママを応援”をコンセプトに令和のママ達のスタイルを発信している。
2008年インフォレストの発行によるギャル系ファッションならびにライフスタイル雑誌として発行された。キャバクラ嬢向け雑誌『小悪魔ageha』とギャル向け雑誌『ハピーナッツ』の共同増刊号として生まれた雑誌で、いわゆる“ギャルママ”（子持ちのギャル）を想定購読者層としている。
2014年4月15日のインフォレストの事業停止とともに休刊。2022年2月に復刊した。

## 来歴
『小悪魔ageha』と『ハピーナッツ』のギャルママ向けの記事が好評を博したことから、これら二誌の共同特別号として“mama nuts × ageha”という名で2008年の9月に創刊。ギャルママに特化した雑誌は前代未聞であった。その発売から3日間のうちに15万部を完売し、さらに増刊誌としては異例の3万部を増刷するという驚異的な売れ行きを示したことから、同年12月における第2号の発刊を経て、やがて月刊化が決定。翌2009年の4月に“I LOVE mama”という名の月刊誌として新たに始動した。2012年暮れには新たな編集長の就任とともにリニューアルする運びに至り、それまでのギャル色の強かった表紙が落ち着いた雰囲気のものへ一新、ロゴも簡素な意匠のものとなった。
2022年2月、令和版『I LOVE mama』として復刊号を発売。

## 内容
取り扱う題材は家事、育児からファッションまで多岐にわたっている。際立った特色の一つにいわゆる新語の登場頻度の高さがある。例えば「美しいママ」を意味する“美ママ”や、いわゆるシングルマザーを意味する“シンママ”などがそうで、いずれも他誌では見ることのできない独特のものとなっている。

## モデル

### 令和ラブママモデル
現在のモデル
- えいみ（清水英実）
- さよ
- じゅんな
- なつみ（佐々木なつみ）
- なのか（青木菜花）
- はるか
- まや（長谷川万射）
- みく（村崎未來）
- ゆずぴ
- よりこ
- らな（村上来渚）
- りの
- るい（田南瑠衣）

過去のモデル
- みほ
- みんと

### 平成ラブママモデル
『I LOVE mama』に登場するモデルらに見られる顕著な特色として、ほぼ全員が子連れであるということが挙げられる。そのモデル（母親）達と並んで誌面に姿を見せる子供達は、特に“ちびコ”と呼ばれる。月刊化後の第1号には『小悪魔ageha』出身で子持ちの“ももえり”こと桃華絵里がさっそく登場した。
専属モデルを“ラブモ”、準専属モデルを“ラブママ24”と公式に呼んでいる。
- ラブモ：日菜あこ、孫きょう、野田華子、白戸彩花、大工原里美、木口千佳、白井ゆかり[11]
- ラブママ24：大城真帆、久保綾音、川端さき、中津由香里、鈴木明理、堀田愛、水野麻里子、三島奈穂[11] ― 岡田悠、仲本沙織、佐山洋美、成瀬紗穂里、山根視話、田尻夏樹、小野崎蘭、中井一恵、世戸愛梨、岡村さとみ、AKI、我妻さおり、高橋貴子、澤田石美香、吉田優[12] ― 杉山優美、亀澤有未、津久井奈津美、青沼萌子、升谷愛子

2011年には“ラブママ全国オーディション”と題したモデル獲得のためのオーディションを開催。実施現場となったのは東京ならびに大阪で、こうした規模のオーディションの開催は創刊以来初のことであった。それからおよそ1年半後の2013年に再び大規模な専属モデルオーディションを開催。同年7月号より、細澤渚、村田彩織、ならびに若林あずさの3名が新たに専属モデルへ加入している。

## 誌外
味の素との共同運営による料理に特化したウェブサイト『mamaごはん(ママごはん)』を2010年4月に発起。翌2011年の4月から専属モデルら10名が出演する情報テレビ番組『プリママ』を日菜あこ率いるギャルママサークル『GAL×BABY』と共同で展開。KBS京都、テレビ神奈川、ならびにサンテレビによる毎週末の放送となっている。